# Robert Hellmuth Hesse
Robert Hellmuth Hesse, eigentlich Robert Hesse (* 1. Januar 1816 in Neukloster; † 28. Mai 1885 in Wittenburg; vollständiger Name: Robert Hel(l)muth Eduard Hesse) war ein deutscher Arzt und 1848/49 Mitglied der Mecklenburgischen Abgeordnetenversammlung.

## Leben
Hesse war der Sohn des Försters Gustav Hesse und dessen Frau Elisabeth, geb. Wegner. Er besuchte die Große Stadtschule Wismar und studierte Humanmedizin an den Universitäten Kopenhagen, Berlin, Würzburg und ab November 1844 der Universität Rostock. 1847 wurde er in Rostock zum Dr. med. promoviert. Er praktizierte zunächst in Sternberg und von 1849 bis zu seinem Lebensende in Wittenburg. In Wittenburg war er zugleich Domanialamtsarzt für die Ämter Wittenburg und Walsmühlen.
Bei der ersten demokratischen Wahl in Mecklenburg als Folge der Revolution in Mecklenburg (1848) wurde er im Oktober 1848 im Wahlkreis Mecklenburg-Schwerin 42: Brüel zum Mitglied der Mecklenburgischen Abgeordnetenversammlung gewählt. Er schloss sich der Fraktion der Reformvereine, der Linken an, später dem linken Centrum, und war Schriftführer des Ausschusses zur Erarbeitung einer Stadtordnung.

## Schriften
- Disquisitio anatomica de musculis leporis timidi. Adler, Rostock 1847 (Rostock, Univ., Med. Diss., 1847)